# Straky
Straky (deutsch Strak) ist eine Gemeinde in Tschechien. Sie liegt acht Kilometer nordwestlich von Nymburk und gehört zum Okres Nymburk.

## Geographie
Straky befindet sich am Flüsschen Vlkava, auch als Doubravka bezeichnet, auf der Böhmischen Tafel. Westlich des Dorfes liegt der ehemalige Militärflugplatz Boží Dar. Nordöstlich verläuft die Eisenbahn von Nymburk nach Mladá Boleslav, die gleichnamige Bahnstation liegt zweieinhalb Kilometer außerhalb des Dorfes. Nordwestlich liegt die Wüstung Mladá.
Nachbarorte sind Všejany im Norden, Zavadilka und Jizbice im Nordosten, Krchleby im Osten, Obora, Všechlapy und Čilec im Südosten, Šibice, Hronětice und Kačerov im Süden, Zbožíčko im Südwesten, Milovice und Boží Dar im Westen sowie Lipník im Nordwesten.

## Geschichte
Die erste urkundliche Erwähnung von Straky erfolgte im Jahre 1323. Zu dieser Zeit gehörte das Dorf größtenteils Bartoš von Valečov. Im Laufe des 14. Jahrhunderts wurde Straky an die Herrschaft Dražice angeschlossen. Nach der Verlegung des Herrschaftssitzes gehörte Straky ab 1526 zur Herrschaft Benatek. In der berní rula von 1654 sind für Straky 35 Wirtschaften ausgewiesen. Im 18. Jahrhundert kam das Dorf zu Loučeň. Im Jahre 1713 lebten in Straky 223 Menschen.
Nach der Aufhebung der Patrimonialherrschaften bildete Straky ab 1850 mit den Ortsteilen Zbožíčko und Kačerov ab 1850 eine Gemeinde im Bezirk Poděbrady. Nordwestlich des Dorfes errichtete die k.u.k. Armee 1904 den Truppenübungsplatz Milowitz mit Schießplatz und großem Übungsgelände an der Stelle des Dorfes Mladá. 1914 entstand dort das Kriegsgefangenenlager Milowitz, in dem bis zu seiner Auflösung im Jahre 1916 46.000 Kriegsgefangene interniert waren. 1920 wurde Zbožíčko zu einer eigenständigen Gemeinde. 1934 kam Straky zum Okres Nymburk. Nach der deutschen Besetzung übernahm 1939 die Wehrmacht den Truppenübungsplatz Milowitz. Dieser wurde 1945 von der tschechoslowakischen Armee übernommen. Das Militärgelände wurde nach dem Einmarsch der Warschauer Paktstaaten von den Sowjets besetzt und von 1968 bis 1991 befand bei Milovice ein sowjetischer Truppenübungsplatz und der in den 1970er Jahren errichtete Militärflugplatz Boží Dar, dessen Einflugsgebiet über den Ort führte. Zwischen 1980 und 1991 war Zbožíčko wiederum eingemeindet. 1996 begann die Revitalisierung des Militärgeländes. Straky besteht heute aus 240 Häusern.

## Gemeindegliederung
Für die Gemeinde Straky sind keine Ortsteile ausgewiesen.

## Sehenswürdigkeiten
- Kapelle der Jungfrau Maria, die ursprünglich Johannes dem Täufer geweihte Kapelle wurde in den Jahren 1868 bis 1874 renoviert. Im Jahre 1905 erhielt die Kapelle ein Bildnis der Himmelfahrt Mariä und wurde umgeweiht.